# Via d'aigua

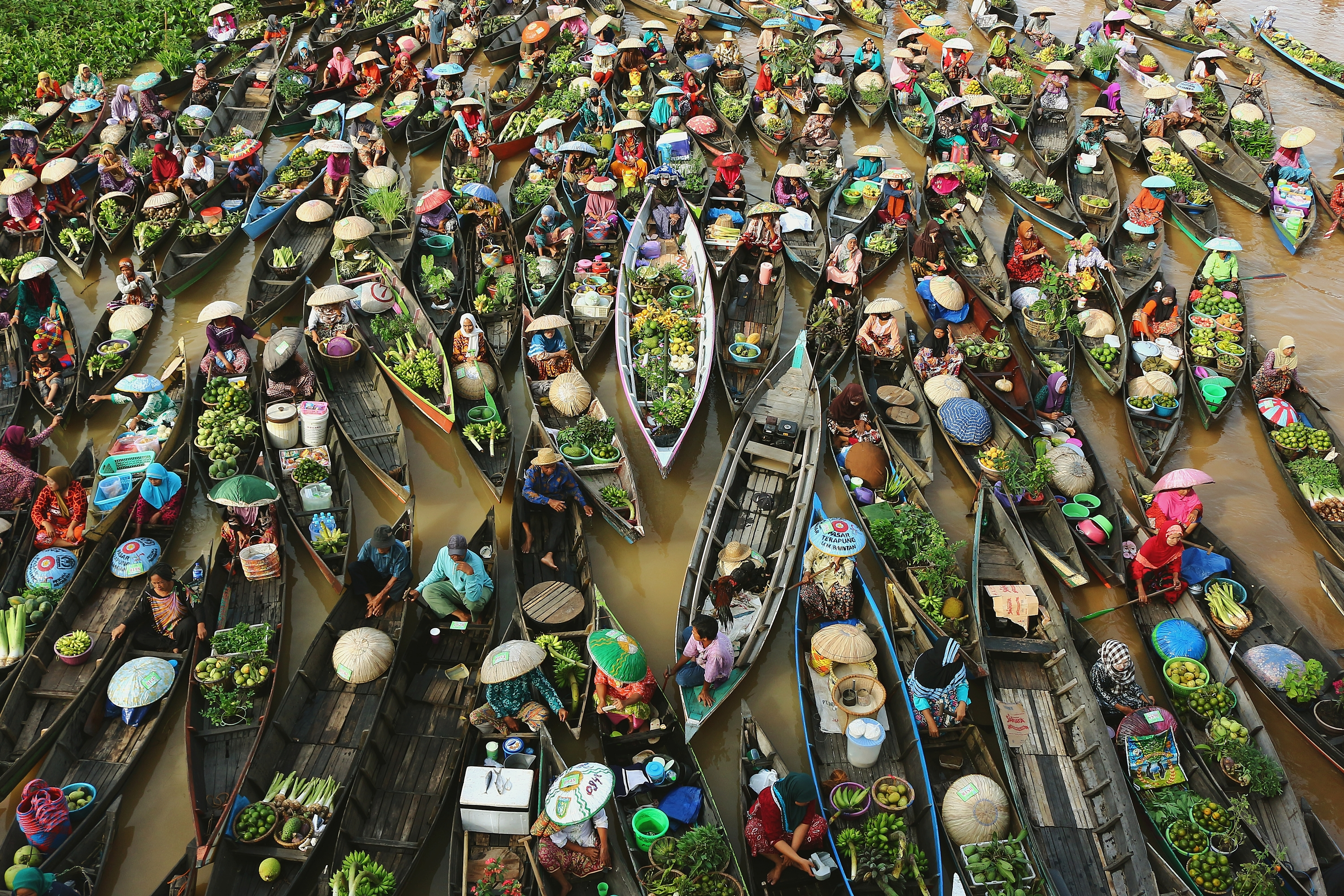
Mercat flotant de Lokbaintan, Banjarmasin, Indonèsia

Una via aquàtica és qualsevol cos d'aigua navegable. Les distincions àmplies són útils per evitar l'ambigüitat, i el desambigüament tindrà importància variable segons el matís de la paraula equivalent en altres llengües. Cal fer una primera distinció entre les rutes marítimes i les vies navegables utilitzades per les embarcacions d'aigua interior. Les rutes de navegació marítima creuen oceans i mars, i alguns llacs, on se suposa la navegabilitat, i no cal cap enginyeria, excepte per proporcionar el projecte de transport marítim profund per apropar-se als ports marítims (canals en profunditat), o bé fer una drecera a través d'un istme; aquesta és la funció dels canals de vaixells. Els canals dragats al mar no es descriuen normalment com a vies fluvials.
Quan els ports marítims es troben a l'interior, es dirigeixen a través d'una via fluvial que es podria anomenar "cap a l'interior", però a la pràctica es coneix generalment com a "via marítima" (exemple Sena Marítima, Loire Marítima, Seeschiffahrtsstraße Elbe). El terme "via fluvial" fa referència a rius i canals navegables dissenyats per ser utilitzats únicament per embarcacions de navegació fluvial, de dimensions molt més reduïdes que els vaixells de navegació marítima.

## Criteris de navegabilitat
Perquè un curs fluvial sigui navegable, ha de complir diversos criteris:
- Ha de ser prou profund per acomodar els vaixells carregats al projecte de disseny;
- Ha de ser prou ample com per permetre el pas dels vaixells amb l'amplada o el feix del disseny;
- Ha d'estar lliure d'obstacles per a la navegació, com ara cascades i ràpids, o oferir-los una manera de fer-ho (com ara panys per a canals o ascensors per a vaixells);
- El seu corrent cal que sigui prou suau com per permetre als vaixells avançar aigües amunt sense dificultats excessives;
- L'alçaria de l'ona (als llacs) no ha de superar el valor pel qual es dissenya la classe de vaixell.

Els vaixells que utilitzen vies fluvials varien de petites embarcacions estirades per animals, tractors o locomotores a immensos vaixells petroliers i transatlàntics, com ara creuers.

## Classificació de les vies navegables interiors
La Conferència Europea de Ministres de Transports va establir, el 1953, una classificació de les vies fluvials que posteriorment es va ampliar per tenir en compte el desenvolupament del remolcador. Europa és un continent amb una gran varietat de característiques de navegació, cosa que fa que aquesta classificació sigui valuosa per apreciar les diferents classes de cursos fluvials. També hi ha una notable varietat de característiques de navegació a molts països d'Àsia, però no hi ha hagut cap impuls internacional per aconseguir la uniformitat. Aquesta classificació és proporcionada per la Comissió Econòmica de les Nacions Unides per a Europa, comitè de transport interior, Grup de treball sobre transport d'aigües continentals.
Els tipus d'embarcacions s'anomenen mitjançant números romans: I, II, III, IV, V (a,b), VI (a,b,c) i VII.
En la classificació hom té en compte les dimensions de les embarcacions (eslora, mànega, calat, tonatge), si són autopropulsades o arrossegades-empeses i l'escala (local o regional) del transport. Aquí es mostra una versió de baixa resolució d'aquest mapa.

## Xarxa de transport d'aigües interiors
La xarxa de vies navegables de l'interior es compon de tots els rius, canals i rius equipats, equipats i oberts al trànsit i al transport fluvial.
El transport d'aigua (rius i canals) té diversos avantatges: és molt econòmic i ecològic; pot transportar tonatges molt elevats i baixar la contaminació i consum energètic. Els seus desavantatges, a més de la lentitud del transport en certs casos, es troben en la debilitat de la xarxa de vies fluvials distribuïdes de manera molt desigual i en la necessitat, amb algunes excepcions, del transport de terminals. El transport per via fluvial continua essent de gran importància per al transport de mercaderies en països amb vies navegables ben equipades.

## Història i importància de les xarxes de transport en Europa
En el primer quart del segle xviii, les vies fluvials d'Anglaterra representaven 1870 quilòmetres, sense punts a més de 15 quilòmetres del transport d'aigua, sobretot gràcies a una onada d'inversió en canals de companyies navilieres a la dècada de 1790.

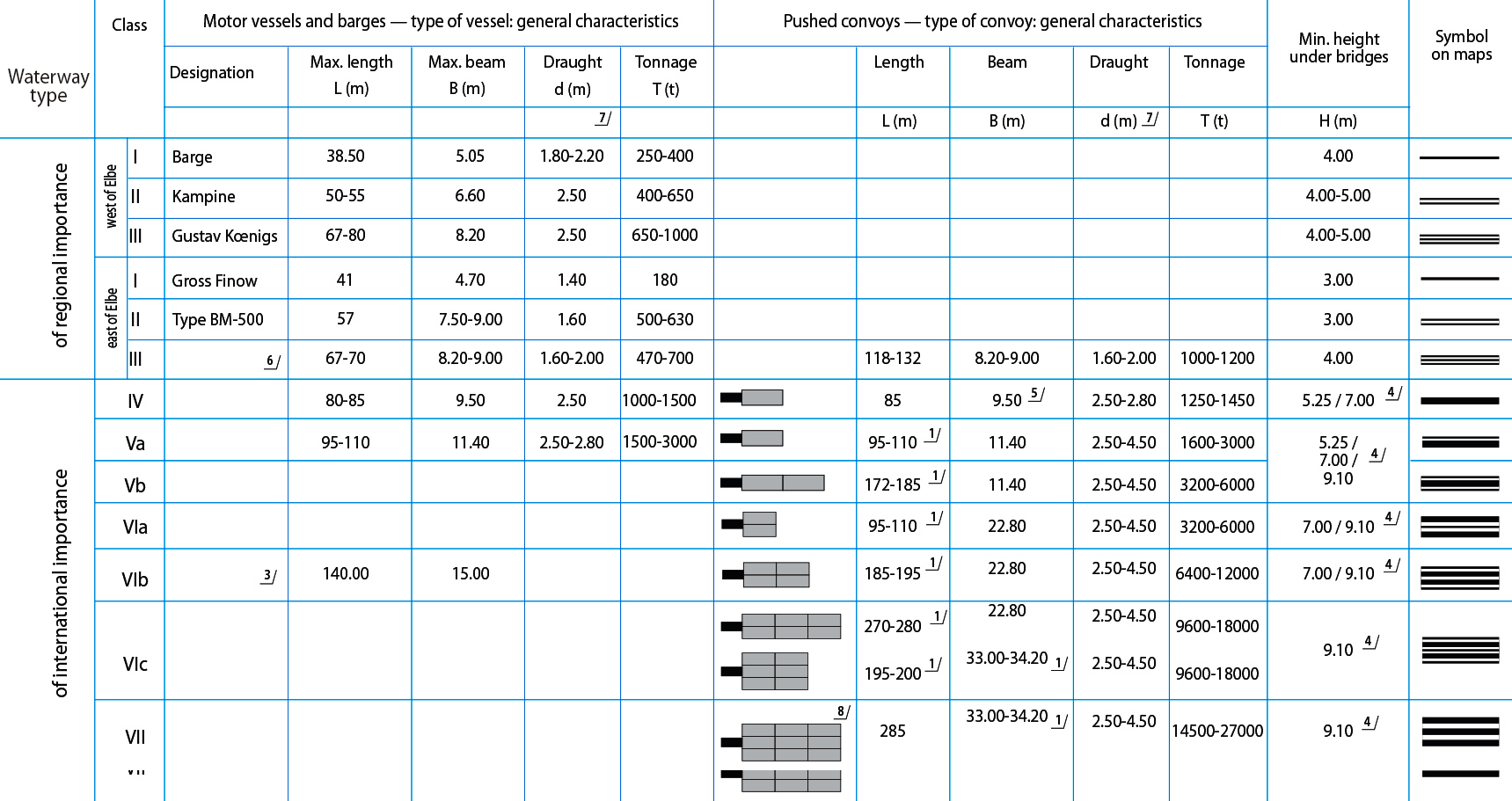
Classificació de les vies navegables europees, adaptat de la UNECE Mapa de les vies navegables europees, quarta edició, 2010
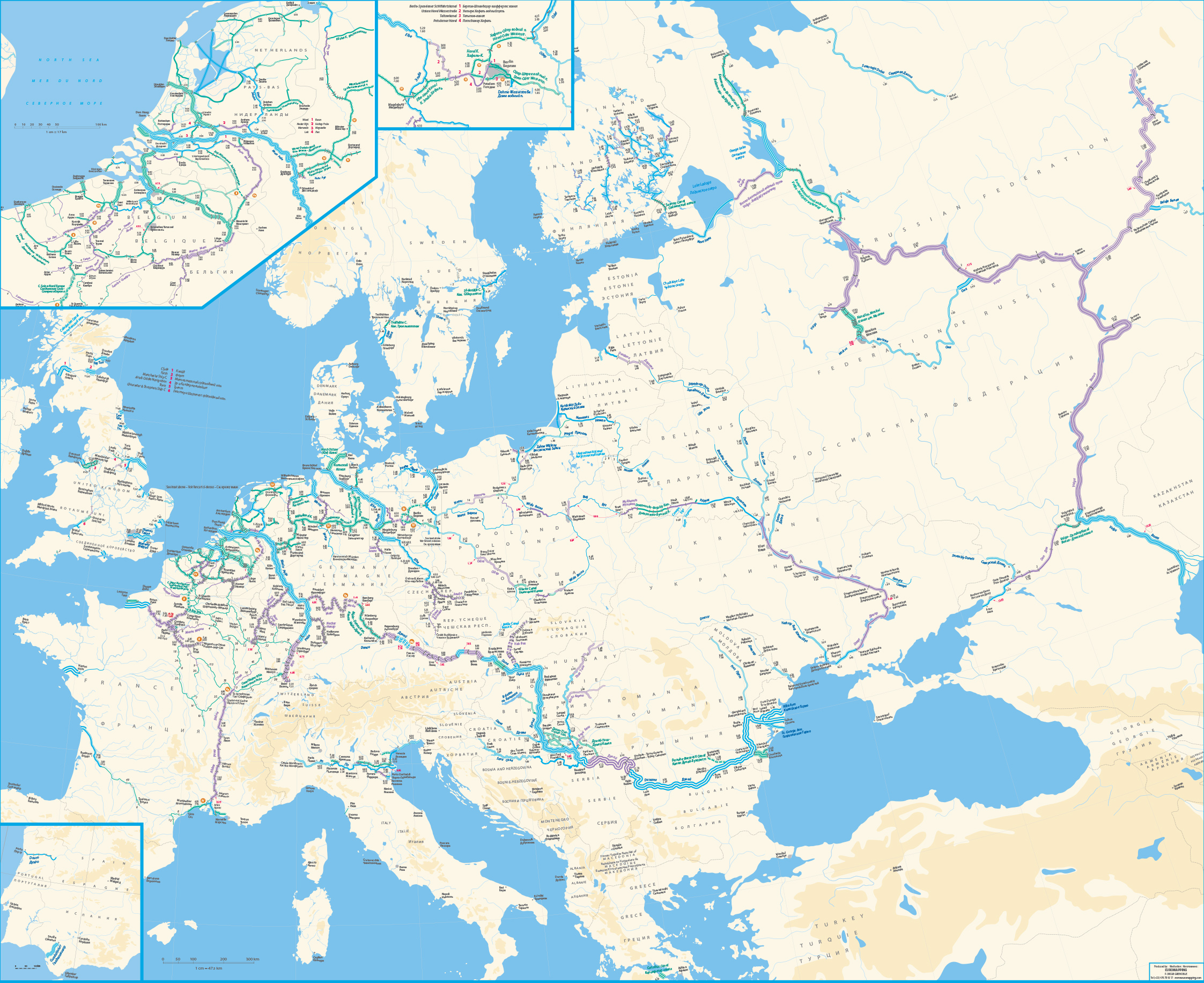
El mapa de les vies navegables europees de la UNECE, amb permís de la Secretaria del Grup de Treball sobre el transport d'aigües continentals, un comitè de la Divisió de Transport Sostenible

Europa compta amb més de 37.000 km de vies fluvials dels quals al voltant de la meitat permet el pas a vaixells de més de 1.000 tones.

### Llargada de vies d'alguns estats
- França: 8,501 km
- Alemanya: 7.339 km
- Països Baixos: 5.046 km
- Bèlgica: 1.540 km
- Àustria: 351 km
- Luxemburg: 37 km

### Eixos de navegació transeuropeus
Connecten punts oposats del continent europeu i passen per nombroses regions. El Més llarg és el corredor fluvial "RIN-MEN-DANUBI-MAR NEGRA", amb importants ramificacions.